# Masirana kawasawai
Masirana kawasawai là một loài nhện trong họ Leptonetidae.
Loài này thuộc chi Masirana. Masirana kawasawai được T. Komatsu miêu tả năm 1970.